# Eranthemum ciliatum
Eranthemum ciliatum är en akantusväxtart som först beskrevs av William Grant Craib, och fick sitt nu gällande namn av Raymond Benoist. Eranthemum ciliatum ingår i släktet Eranthemum och familjen akantusväxter. Inga underarter finns listade i Catalogue of Life.